# V Центурия. В поисках зачарованных сокровищ
«V Центурия. В поисках зачарованных сокровищ» — российский фильм 2010 года режиссёра Руслана Бальтцера.
Фильм выполнен в стиле сериала о похождениях Индианы Джонса.

## Сюжет
Пролог фильма переносит зрителя в апрель 1945 года, но основное действие происходит в наше время.
Войска Красной армии вплотную подошли к Берлину. Группой солдат обнаружены артефакты — жезл, браслет, амулет, кинжал и диадема, которые фашисты собирались переплавить.
В наше время потомок немецкого барона, владевшего пятью артефактами, решает вернуть утраченные сокровища. В России он находит потомка одного из солдат, нашедших артефакты в 1945 году, и предлагает ему найти разбросанные по всему миру предметы за вознаграждение в миллион евро.

## В главных ролях
| Актёр              | Роль                                                                            |
| ------------------ | ------------------------------------------------------------------------------- |
| Денис Никифоров    | Сергей Потёмкин (владелец жезла Юлия Цезаря)                                    |
| Инна Гомес         | глава партии «Красивая Украина» Галина Ткаченко (владелец диадемы Нефертити)    |
| Эвклид Кюрдзидис   | князь Джафар Маршан (владелец кинжала Чингисхана)                               |
| Ёла Санько         | Зарина (предсказательница)                                                      |
| Олег Долин         | латышский коллекционер антиквариата, Изикия Вилкс (владелец ожерелья Монтесумы) |
| Пак Хёк Су         | Карим Велиханов (владелец браслета)                                             |
| Владимир Зайцев    | Генрих Карлович Рост (потомок прежнего владельца артефактов)                    |
| Наталья Рудова     | адвокат, помощница Генриха Роста                                                |
| Георгий Пицхелаури | Тимур (потомок воинов Чингисхана)                                               |
| Янина Студилина    | стюардесса                                                                      |

## Съёмочная группа
- Руслан Бальтцер — режиссёр, сценарист
- Андрей Ким — продюсер
- Алексей Ламах — оператор

## Критика
Фильм получил смешанные отзывы от кинокритиков.
Евгений Баженов назвал фильм «нашим» ответом «Индиане Джонсу», обозначив его «глуповатым» и «туповатым». Петр Зайцев из Мира Фантастики дал фильму 7 баллов из 10 назвав его «очень светлым солнечным фильмом на фоне опостылевшей криминальной чернухи».